# Ausa (ciudad romana)
Ausa (en latín auso, en visigótico Ausona) fue una ciudad romana actualmente llamada Vich.
Existen pocos restos arqueológicos referentes a la antigüedad más remota de la ciudad debido al paso del tiempo, la continuada ocupación del suelo y los estruendos de un territorio que a raíz de la revuelta de Aissó del siglo IX quedó destruido y despoblado, y no se recuperó hasta que cincuenta años después Wifredo el Velloso incentiva la forestación el 878.

## Historia
La ciudad romana de Ausa probablemente fue fundada en siglo I como vicus rural. No se sabe a ciencia cierta si anteriormente había habido un asentamiento de los ausetanos, y los inicios de la época del emperador Augusto ocupa el sector más alto de la colina, donde a principios del siglo II levantó un templo. En época del emperador Trajano disponía de ordo decurionum  encargado del buen funcionamiento del municipio.
Se desconoce la extensión del reducto originario aunque se cree que ocupaba la pequeña colina. Los hallazgos de tumbas de época romana en los alrededores de la catedral y el convento de las Carmelitas, y de terra sigillata de la primera mitad del siglo I en la plaza de la Catedral y al calle del Cloquer, delimitan el área exterior del núcleo habitado.
El nombre original romano de la población fue Ausa, como en testimonian las monedas romanas e ibéricas que se han conservado. La vía romana más antigua documentada epigráficamente a la península es la que enlazaba los poblados de Iluro y el de Ausa, construida entre el 120 a. C y el 110 a. C. En la época visigoda fue llamada Ausona.

## En la cultura popular
- La grupo de diablos de Vich se llama Las Furias de Ausa.